# Stazione di Noisiel
La stazione di Noisiel (in francese Gare de Noisiel) è una stazione ferroviaria situata nel comune di Noisiel, Francia, nella regione Île-de-France.
La stazione è a servizio della RER A di Parigi.
Questa stazione è una di quelle create a fine Novecento nell’ambito del progetto statale di sviluppo Marne-la-Vallée.
È una stazione della Régie autonome des transports parisiens.